# 长叶柄野扇花
长叶柄野扇花（学名：Sarcococca longipetiolata）为黄杨科野扇花属的植物，为中国的特有植物。分布于中国大陆的广东等地，生长于海拔350米至800米的地区，多生于山谷溪边林下，目前尚未由人工引种栽培。